# Luc Smets
Luc Jan Frans Smets (soms geschreven als Luk Smets) (Leuven, 1 augustus 1947 – Bornem, 20 augustus 2023) was een Vlaamse zanger, componist, arrangeur en dirigent uit Steendorp.

## Levensloop
Hij begon met accordeon te spelen en studeerde daarvoor bij Jules Willems. Nadien studeerde hij aan het conservatorium van Mechelen en in Boston.
Luc Smets kwam in 1966 bij The Pebbles, en schreef onder andere mee aan hun grootste hit, Seven Horses in the Sky. The Pebbles hadden niet het verhoopte commerciële succes, en na een jarenlange intensieve samenwerking en talloze optredens begonnen de spanningen op te lopen. Wegens meningsverschillen en een gebrekkige motivatie werd Luc uit de band gezet, samen met drummer Marcel "Cel" De Cauwer, die op dat moment getuige van Jehova was geworden en om die reden niet op zondag mocht optreden. Samen met De Cauwer richtte Luc Smets de groep Shampoo op. Shampoo bracht één lp uit in 1972, met jazzrockgetinte muziek geïnspireerd door het experimentele werk dat Frank Zappa op dat moment maakte. Commercieel succes bleef echter uit. De groep werd de begeleidingsgroep van de Nederlandse Hearts of Soul. In 1973 bracht Shampoo een single uit, All of us, waaraan Hearts of Soul meedeed. In 1974 verschenen onder de artiestennaam Hearts of Soul & Shampoo op Barclay een lp en een single, beide getiteld We love the policeman.
Uit deze combinatie ontstond in 1975 Dream Express met Luc en de zusjes Maessen uit Hearts of Soul. Die groep was meer disco-georiënteerd. In 1977 ging Dream Express naar het Eurovisiesongfestival, dat dat jaar in Londen plaatsvond. In de Belgische voorronde (Eurosong) had Dream Express met het nummer A Million in 1,2,3 de voorkeur gekregen op Trinity (met het nummer Drop drop drop) en Two Man Sound (met het nummer Dancing man). Vooral bij Trinity kwam dit hard aan, omdat Luc Smets' voormalige Pebblescollega's  Fred "Bekky" Beekmans en Bob "Bobott" Baelemans op dat moment bij Trinity speelden.
Dream Express was bij de bookmakers weliswaar favoriet om het Eurovisiesongfestival te winnen, maar kon die favorietenrol niet waarmaken. Met 69 punten eindigden ze pas 7e op 18 deelnemers.
Na het vertrek van Patricia Maessen uit de groep gingen Luc, Bianca en Stella nog tot 1981 verder als LBS.
Naderhand is Luc vooral actief geweest als componist, arrangeur en producer. Hij schreef muziek voor tv-kinderseries (Tik Tak, Musti, Plons de kikker) en de Blinker-films naar de boeken van Marc De Bel (Blinker, Blinker en het Bagbag-juweel).
Hij nam voor een benefiet-cd voor Artsen zonder Grenzen nog het nummer The Simpleton op, dat door de radio werd opgepikt en op een Donnamour-compilatiecd terechtkwam.
Eind 2002 vormden hij en enkele oude vrienden, onder meer ex-Pebblescollega Marcel De Cauwer, de coverband No Joke.
In 2003 verzorgde hij de muzikale leiding en arrangementen voor de muzikale komedie Zo Mooi, Zo Blond van Het Nieuwe Boulevardtheater (een productie van Studio 100) met onder anderen Nicole & Hugo, Daisy Thijs, Dirk Van Vooren, Kelly Pfaff, Free Souffriau en Dimitri Verhoeven.
In 2004 was hij musical-director en arrangeur van de musical Bloedbroeders, een Vlaamse versie van de Engelse musical Blood Brothers.
Hij was ook de vaste arrangeur en dirigent van het orkest Strato-Vani, dat populaire melodieën en evergreens in nieuwe arrangementen brengt.
Hij overleed op 20 augustus 2023 op 76-jarige leeftijd na ziekte.